# Syrrhopodon mauritianus
Syrrhopodon mauritianus là một loài rêu trong họ Calymperaceae. Loài này được Müll. Hal. ex Ångstr. mô tả khoa học đầu tiên năm 1876.